# Evangelisches Erwachsenenbildungswerk Westfalen und Lippe

Arbeitsgebiet des Evangelischen Erwachsenenbildungswerks Westfalen und Lippe

Das Evangelische Erwachsenenbildungswerk Westfalen und Lippe e. V. (EBW) ist eine kirchliche Einrichtung der Weiterbildung mit dem Sitz der Geschäftsstelle in Dortmund. Es bietet jährlich rund 8.000 Veranstaltungen der Erwachsenenbildung sowie Integrationskurse und andere bildungsbezogene Dienstleistungen im Bereich der Evangelischen Kirche von Westfalen (EKvW) und im Bereich der Lippischen Landeskirche an. Das Evangelische Erwachsenenbildungswerk Westfalen und Lippe e.V. ist eine anerkannte Einrichtung der öffentlichen Weiterbildung in Nordrhein-Westfalen und zertifiziert durch das Gütesiegel Weiterbildung.

## Geschichte
Das Evangelische Erwachsenenbildungswerk Westfalen und Lippe e.V. wurde 1975 gegründet.
In der westfälischen Landeskirche hatte es in der Nachkriegszeit mehrere Impulse für eine wiedererwachende Erwachsenenbildungsarbeit gegeben: 1949 die Gründung des Sozialamtes in Haus Villigst und 1950 der Ev. Akademie Rheinland – Westfalen in Hemer. Die Tagungsstätte Haus Villigst, die Männerkreise, Akademikertreffen sowie die Evangelische Akademie in Hemer – ab 1956 in Iserlohn – wurden zu den Vorläufern des EBW, das als Evangelisches Erwachsenenbildungswerk Westfalen 1962 gegründet wurde und in den 1960er Jahren als Netzwerk Evangelischer Erwachsenenbildung agierte.
1975 erfolgte schließlich die Gründung des Ev. Erwachsenenbildungswerks Westfalen und Lippe e.V. Dies war ein entscheidender Schritt auf dem Weg zur Professionalisierung der kirchlichen Erwachsenenbildung mit der Entwicklung einer hauptberuflichen pädagogischen Infrastruktur und der Gründung von Regionalstellen im Bereich der Westfälischen und Lippischen Landeskirche. Einen Schwerpunkt der pädagogischen Qualifizierung stellte bis in die Mitte der 1990er Jahre das Fernstudium Erwachsenenbildung dar. Das Fernstudium absolvierten mehr als 2000 haupt-, neben- oder ehrenamtliche Mitarbeitende aus kirchlichen oder sozialen Einrichtungen.

## Ziele
In Orientierung an der biblischen Tradition will das EBW Frauen und Männer stärken durch lebensbegleitendes Lernen und beitragen
- zur Entfaltung der Persönlichkeit
- zur Klärung von Fragen der Existenz und des Glaubens
- zur Befähigung zu einem sozialen und verantwortungsbewussten Zusammenleben in der Gesellschaft
- zur Bewältigung der Anforderungen der Arbeitswelt

Die Ziele und die grundlegende Orientierung der Evangelischen Erwachsenenbildung wurden in einem Leitbild zusammengefasst.

## Bildungsarbeit
Das Angebot umfasst jährlich mehr als 8000 Veranstaltungen mit rund 90.000 Unterrichtsstunden bzw. 90.000 Teilnehmertagen (Internatsveranstaltungen mit Übernachtung); sie werden gemäß der Vorgaben des Weiterbildungsgesetzes des Landes Nordrhein-Westfalen durchgeführt.
Die Bildungsangebote sind in folgende Themengebiete unterteilt:
- Religion und Lebensgestaltung
- Familie und Erziehung
- Gesellschaft und Soziales
- Arbeitswelt und Beruf
- Schulabschlüsse
- Integration und Sprachen
- Kultur und Gesundheit

In diesen Themengebieten finden sich z. B. folgende Angebote:
- Religiöse Bildung: Pilgerangebote, Exkursionen zu Kirchen, Moscheen und Synagogen; Angebote zur interreligiösen und interkulturellen Kompetenz sowie Angebote in Zusammenhang mit der Reformationsdekade 2017 und zum Dialog Religion und Naturwissenschaft;
- Arbeitsweltbezogene Angebote: Fortbildungen für Erzieher, Train the Trainer, Rhetorikkurse,  Konflikttrainings, Burnout-Prophylaxe, Rechtsfragen im Internet
- Gesellschaft und Soziales: Qualifizierung für zivilgesellschaftliches Engagement wie z. B.: Fortbildungen in spiritueller Kompetenz, Meditations- und Trauerbegleitung, pädagogisch orientierten Kirchenführungen, Demenzbegleitung, Quartiersentwicklung
- Themengebiet Kultur und Gesundheit: Workshop Poetry Slam, Theaterbesuche mit theaterpädagogischem Begleitprogramm,  Filmseminare, Exkursionen und Seminare zu Fragen und Themen zeitgenössischer Kunst sowie Kulturführerschein Gesundheit, Anti-Burnout-Trainings

## Projekte

### Projektbüro Reformationsdekade der Ev. Kirche von Westfalen im Ev. Erwachsenenbildungswerk Westfalen und Lippe e.V.
Auf dem Weg zum 500-jährigen Jubiläum der Reformation im Jahr 2017 hat die Ev. Kirche in Deutschland die „Reformationsdekade“ ausgerufen. Jedes Jahr steht unter einem eigenen Motto (z. B. 2013: „Reformation und Toleranz“, 2014: „Reformation und Politik“). Seit dem 1. September 2012 ist im EBW das Projektbüro Reformationsdekade der Ev. Kirche von Westfalen angesiedelt.
Zu den Aufgaben des Projektbüros zählt u. a. die Vernetzung mit innerkirchlichen Partnern (Kirchenkreise, Ämter, Werke, Einrichtungen der Ev. Kirche von Westfalen, Netzwerke innerhalb der Ev. Kirche in Deutschland) und mit außerkirchlichen Akteuren (Bund, Land, Kommunen, Kulturträger). Zudem konzipiert und organisiert die Projektstelle eigene Veranstaltungen in den Themenjahren der Reformationsdekade.

### Pilgerbüro im Ev. Erwachsenenbildungswerk
Für das Jahr 2010 entwickelte das EBW einen neuen Pilgerweg entlang der Emscher unter dem Namen: Pilgern im Pott. Seitdem gibt es im EBW das Pilgerbüro. Es gibt jährlich ein Programm heraus mit Pilgertouren zu Fuß, auf dem Rad oder auch mit Oldtimern.
Es berät, wenn Einzelne, Schulen oder Gemeinden Pilgerrouten suchen oder Ausbildungsmöglichkeiten zum Pilgerbegleiter gefragt sind. Die Ansprechpartnerin im Pilgerbüro ist die Studienleiterin für religiöse Bildung.

## Der Trägerverein
Der Trägerverein wurde 1975 in Dortmund gegründet. Seine Mitglieder sind Kirchenkreise der Westfälischen und Lippischen Landeskirche sowie freie Ev. Werke und Verbände, regionale Ev. Bildungsstätten und Tagungshäuser. Mitgliederversammlung und Vorstand sind Organe des Vereins.
Der Verein ist Mitglied der Landesorganisation Evangelische Erwachsenenbildung in Nordrhein-Westfalen (EEB NRW), der Deutschen Evangelischen Arbeitsgemeinschaft für Erwachsenenbildung (DEAE) und der Evangelischen Arbeitsgemeinschaft für Erwachsenenbildung in Europa (EAEE). Daneben ist das EBW Mitglied im Gütesiegelverbund Weiterbildung e.V., im Gesprächskreis Landesorganisationen der Weiterbildung in Nordrhein-Westfalen und im Arbeitskreis der Bildungsstätten und Akademien (Heimvolkshochschulen) in Nordrhein-Westfalen (ABA).

## Geschäfts- und Studienstelle in Dortmund
Die Geschäfts- und Studienstelle des EBW hat ihren Sitz im Haus Landeskirchlicher Dienste in Dortmund.
Sie soll die pädagogischer Arbeit der evangelischen Erwachsenenbildung im Bereich der Westfälischen und Lippischen Landeskirche koordinieren, unterstützen und profilieren. Zu den Aufgaben der Geschäfts- und Studienstelle gehören:
- Beratung in  Fragen des Weiterbildungsgesetzes und der bildungspolitischen Entwicklungen
- Unterstützung bei der Personalentwicklung und -fortbildung
- Organisation von Konferenzen und Großveranstaltungen
- Entwicklung von Projekten mit überregionaler Bedeutung
- Entwicklung eines eigenen Veranstaltungsprogramms
- Abrechnung von Weiterbildungsgesetz(WbG)-Maßnahmen mit der Bezirksregierung
- Unterstützung bei der Akquise von Drittmitteln und die Information über öffentliche Förderprogramme (Bundesamt für Migration und Flüchtlinge/Bildungsscheck/Bildungsprämie)
- Qualitätssicherung für das Bildungsangebot und das pädagogische Personal der Evangelischen Erwachsenenbildung in den Mitgliedseinrichtungen.

## Der pädagogische Beirat
Der Pädagogisch Beirat berät den Vorstand in allen pädagogischen Fragen der Ev. Erwachsenenbildungsarbeit und begleitet die Einrichtung der Weiterbildung fachlich. Zu den Aufgaben des Pädagogischen Beirats gehören:
- Erarbeitung von Konzeptionen und Arbeitsprogrammen der Ev. Erwachsenenbildung
- Auswertung der pädagogischen Arbeit im EBW
- Entwicklung von Fortbildungskonzepten für hauptamtlich pädagogische und ehrenamtliche Mitarbeitende
- Organisation eines Berater-Pools als Support für Regionalstellen
- Bearbeitung aktueller erwachsenenpädagogisch relevanter Themen und Schwerpunkte
- Beratung des Vorstandes in pädagogischen Fragen der Ev. Erwachsenenbildung.

## Mitglieder
- Bibeldorf Rietberg
- Bildung und Beratung Von Bodelschwinghsche Stiftungen Bethel in Bielefeld
- Bildungswerk der Ev. Studierendengemeinden der Evangelischen Kirche von Westfalen
- Ev. Erwachsenenbildung Blaues Kreuz in der EKvW
- Ev. Erwachsenenbildung Blaues Kreuz in Deutschland
- Ev. Erwachsenenbildung der Ev. Frauenhilfe in Westfalen
- Ev. Erwachsenenbildung Ennepe-Ruhr
- Ev. Erwachsenenbildung Kirchenkreisverband Ostwestfalen (KK Herford, Lübbecke, Minden, Vlotho)
- Ev. Erwachsenenbildung KK Arnsberg
- Ev. Erwachsenenbildung KK Bielefeld
- Ev. Erwachsenenbildung KK Bochum
- Ev. Erwachsenenbildung KK Gelsenkirchen und Wattenscheid
- Ev. Erwachsenenbildung KK Gladbeck/Bottrop/Dorsten
- Ev. Erwachsenenbildung KK Gütersloh
- Ev. Erwachsenenbildung KK Hamm
- Ev. Erwachsenenbildung KK Iserlohn
- Ev. Erwachsenenbildung KK Münster
- Ev. Erwachsenenbildung KK Paderborn
- Ev. Erwachsenenbildung KK Recklinghausen
- Ev. Erwachsenenbildung KK Siegen
- Ev. Erwachsenenbildung KK Soest
- Ev. Erwachsenenbildung KK Steinfurt/Coesfeld/Borken
- Ev. Erwachsenenbildung KK Tecklenburg
- Ev. Erwachsenenbildung KK Unna
- Ev. Erwachsenenbildung Lippische Landeskirche
- Ev. Schülerinnen- und Schülerarbeit in Westfalen e.V./Kurt-Gerstein-Haus
- Ev. Tagungsstätte Haus Nordhelle
- Ev. Bildungswerk Dortmund
- Gewaltakademie Villigst der EKvW
- Institut für Kirche und Gesellschaft der EKvW, Kirche von Westfalen (IKG)
- Internationales Bildungs- und Begegnungswerk e.V.

## Vorsitzende
- 1975–1997: Günter Apsel, Gründungsmitglied
- 1997–2001: Albert Stutte
- 2001–2006: Günter Ebbrecht
- 2006–2010: Fred Sobiech
- seit 2010: Andreas Huneke

## Geschäftsführer
- 1976–1981: Henning de Gruyter
- 1981–1986: Georg Behse
- 1987–2014: Günter Boden
- seit 2014: Antje Rösener

## Publikationen
- Grundlagen, Schwerpunkte, Arbeitsweisen – Erwachsenenbildung in der Ev. Kirche von Westfalen
- 30 Jahre Evangelische Erwachsenenbildungswerk Westfalen und Lippe e. V. –Akzente und Schlaglichter aus der evangelischen Erwachsenenbildung – Festschrift zum 30-jährigen Bestehen
- Jahresprogramme
- Arbeits- und berufsbezogene Bildung als Aufgabe der Evangelischen Erwachsenenbildung
- Gibt es etwas Schöneres? Zum 10-jährigen Bestehen der Kirchenführerausbildung 2011
- Gestern so gut wie heute? Reformation und Bildung
- Der Bildungsauftrag der Evangelischen Familien- und Erwachsenenbildung im Philipp-Melanchton-Jahr 2010